# Zaña

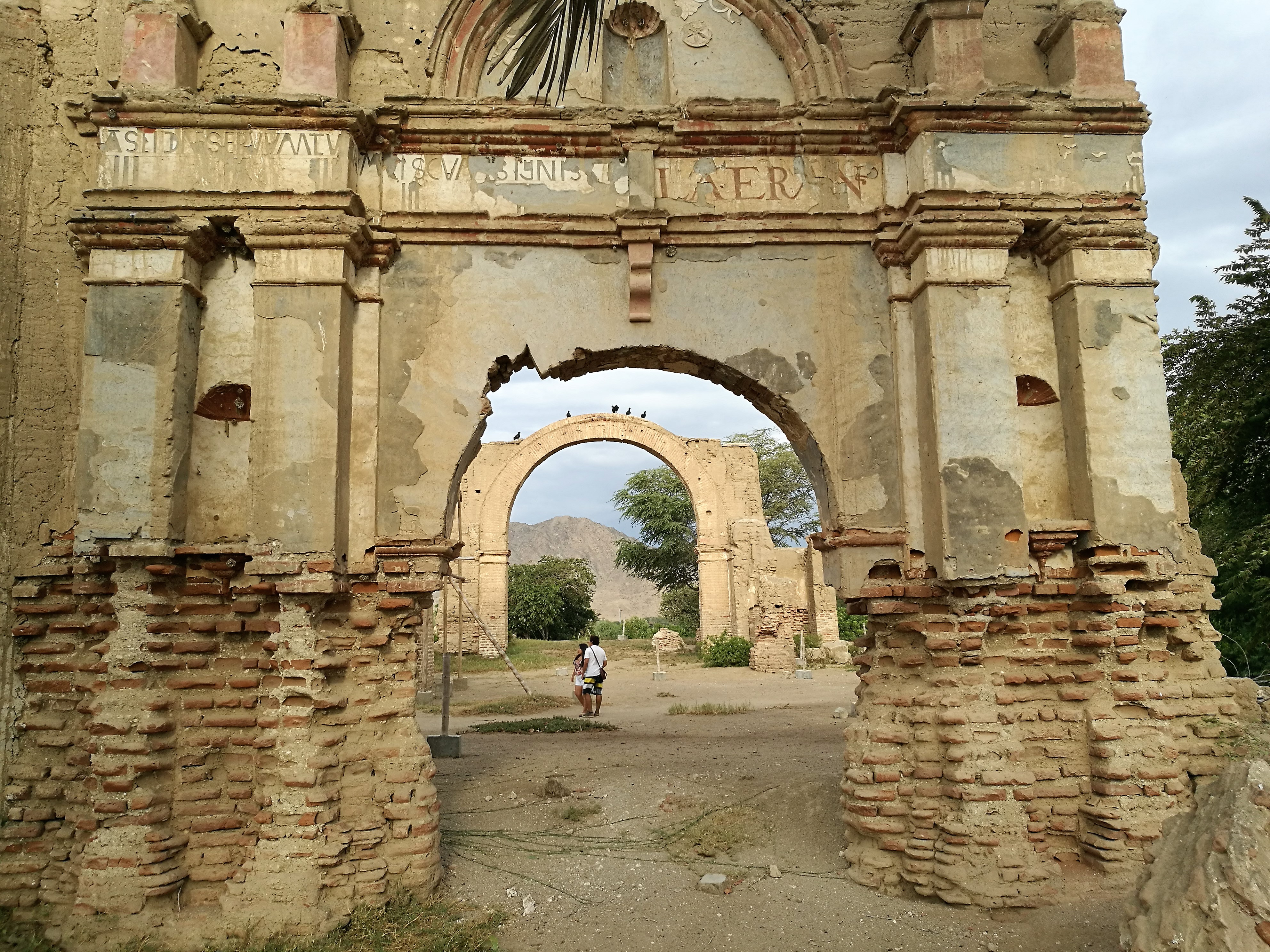
I ruderi di una chiesa distrutta dall'alluvione del 1720.

Zaña (anche Saña) è la capitale del distretto di Saña nella provincia di Chiclayo, nella regione di Lambayeque, situata nella zona settentrionale del Perù. Si trova a venticinque chilometri nell'entroterra dalla linea dell'Oceano Pacifico e a un'altitudine di cinquantotto metri sul livello del mare, nella valle del fiume omonimo.
Zaña aveva una popolazione registrata di 4.510 abitanti nel 2017. La città fu fondata nel 1563 dai conquistatori spagnoli del Perù. La Valle di Zaña divenne un'importante area di produzione di canna da zucchero e Zaña era una delle città più importanti del Perù coloniale. La ricchezza accumulata nella città vi attirò i pirati inglesi, che la depredarono nel 1686. Un'alluvione distrusse l'insediamento nel 1720, e in seguito a quel catastrofico evento, la città non riuscì più a ripristinare la precedente vivacità sociale ed economica. Le rovine dell'alluvione sono visibili alla periferia della città.
Gli schiavi africani importati in loco come forza lavoro costituivano una percentuale importante della popolazione della città e dei suoi dintorni durante il suo periodo di massimo splendore. Zaña ospita il Museo afro-peruviano che nel 2017 venne dichiarato dall'UNESCO Sito della Memoria della Schiavitù e Patrimonio Culturale Africano.

## Storia
La città di Zaña (o Saña, come era conosciuta nella sua storia antica) fu fondata nel novembre 1563 da Baltasar Rodriguez con il nome di Santiago de Miraflores de Zaña. Concepita come semplice stazione di passaggio e di ristoro tra le città in espansione di Piura a nord e Trujillo a sud, Zaña assunse in breve le dimensioni di una vera e propria città e divenne il centro operativo di una valle appositamente irrigata che produceva canna da zucchero, grano, verdure e algarrobo (Prosopis). Zaña prosperò, e attirò ricchi spagnoli che importarono schiavi africani da sfruttare nelle loro haciendas.
Nel marzo 1686, Edward Davis, un pirata inglese, fece irruzione nella città, depredandola di tutte le ricchezze asportabili e rapendo la figlia di un eminente cittadino.
Il 15 marzo 1720 la città fu completamente distrutta da una violenta alluvione, e gli spagnoli lasciarono in gran parte la città, abbandonando alla loro sorte gli schiavi africani, i quali ricrearono una propria comunità e città, anche se naturalmente di dimensioni molto più ridotte. Alla fine del XVIII secolo Zaña aveva una popolazione di poco più di 500 persone, di cui 90 africani e 370 meticci, ovvero di origini miste africane ed indigena ("indios"). Al censimento non risultava nemmeno un individuo di origini completamente indigene.
La schiavitù fu abolita in Perù nel 1854, ma molti dei residenti afro-peruviani di Zaña continuarono a lavorare nell'industria dello zucchero, in particolare nella hacienda della famiglia Aspillaga a Cayalti, sita a cinque chilometri dal centro cittadino, uno dei maggiori centri di raffinazione di zucchero di tutto il Perù all'inizio del 1900.
Negli anni '50 del XX secolo i fratelli afro-peruviani Nicomedes e Victoria Santa Cruz si attivarono per promuovere e diffondere la cultura afro-peruviana, compresa la musica e il décima, uno stile poetico tradizionale.
Anche in seguito a queste iniziative, Zaña divenne un simbolo della lotta degli afro-peruviani per assicurare alle proprie tradizioni il posto che meritavano nella cultura peruviana. I décimas raccontano la storia degli afro-peruviani, e una canzone popolare molto nota fra le comunità locali si intitola a sua volta Zaña. Nel 2005 venne inaugurato a Zaňa il Museo afro-peruviano.

## Clima
Zaña non dispone di una stazione climatica, ma la sua posizione, l'altitudine e il clima sono assimilabili a quelli di Chiclayo, distante 35 chilometri. La classificazione Köppen del clima di Chiclayo è BWh (deserto caldo), sebbene una designazione climatica alternativa a volte citata sia BWn (deserto dal clima mite).
Chiclayo beneficia di solo 21 millimetri di precipitazioni all'anno, quasi tutte durante l'estate australe (da ottobre a marzo). Tuttavia, per essere una località tropicale a bassa quota, le temperature sono piuttosto miti in virtù dell'influenza della fredda corrente di Humboldt che scorre appena al largo nell'Oceano Pacifico. Le temperature medie mensili variano dai 25.6 °C del mese di febbraio ai 19.1 °C di settembre. Le temperature più basse nell'inverno australe sono dovute all'influenza della "garùa", una nebbia fredda e pesante che aleggia bassa sulla terra, soprattutto in inverno. Il tasso di umidità è elevato tutto l'anno.